# San Tan Valley, Arizona
San Tan Valley är en ort (CDP) i Pinal County, i delstaten Arizona, USA. Enligt United States Census Bureau har orten en folkmängd på 81 321 invånare (2010) och en landarea på 92,7 km².